# 下場 (新潟市)
下場（げば）は、新潟県新潟市東区の町字。郵便番号は950-0831。

## 概要
1889年（明治22年）から現在までの大字。阿賀野川下流西方の石山砂丘に位置する。もとは江戸時代から1889年（明治22年）まであった下場新田の区域の一部で、1962年（昭和37年）からの石山団地造成の影響を受けて住宅地として発展した。

### 隣接する町字
北から東回り順に、以下の町字と隣接する。
- 竹尾
- 上木戸
- 中島
- 下場新町
- 中野山
- 石山
- 卸新町

## 歴史
1638年（寛永15年）に開発。

### 分立した町字
1889年（明治22年）以後に、以下の町字が分立。
下場本町（げばほんちょう）
1979年（昭和54年）に分立した町字。
下場新町（げばしんまち）
1979年（昭和54年）に分立した町字。

### 年表
- 1889年（明治22年）4月1日 : 合併により石山村の大字となる。当初は下場新田と称した。
- 1943年（昭和18年）5月3日 : 合併により新潟市の大字となる。
- 2007年（平成19年）4月1日 : 新潟市の政令指定都市移行により、東区の大字となる。

## 世帯数と人口
2018年（平成30年）1月31日現在の世帯数と人口は以下の通りである。
| 大字 | 世帯数 | 人口  |
| ---- | ------ | ----- |
| 下場 | 91世帯 | 220人 |

## 小・中学校の学区
市立小・中学校に通う場合、学区は以下の通りとなる。
| 番地 | 小学校               | 中学校             |
| ---- | -------------------- | ------------------ |
| 全域 | 新潟市立中野山小学校 | 新潟市立石山中学校 |

## 交通

### 道路
- 新潟県道4号新潟港横越線